# Károly Olt
Károly Olt (* 14. Mai 1904 in Zagreb; † 22. März 1985 in Budapest) war ein ungarischer Politiker.

## Leben
Olt wuchs in Siebenbürgen auf und besuchte 1929 ein Seminar über den europäischen Marxismus. 1930 wurde er Mitglied der Ungarischen Kommunistischen Partei (KMP) und wegen seiner dortigen Aktivitäten 1932 und 1933 festgenommen, ehe er anschließend unter Polizeiaufsicht gestellt wurde. 1939 war er an der Reorganisation der KMP beteiligt und Ende 1941 deren Verantwortlicher für illegale Presse- und Informationsarbeit. Im Sommer 1944 begann er seine Mitarbeit in der Widerstandsbewegung.
Nach dem Ende des Zweiten Weltkrieges war er von 1945 bis 1946 Präsident der Versicherungsanstalt für Privatangestellte (Magánalkalmazottak Biztosító Intézete, MABI) sowie Vizepräsident einer Gewerkschaft. Zugleich war er von 1945 bis 1967 Mitglied des ungarischen Parlaments. Darüber hinaus war er von 1946 bis 1956 Mitglied des Zentralkomitees (ZK) der KMP, die sich 12. Juni 1948 in Partei der Ungarischen Werktätigen (MDP) umbenannte.
Im September 1947 wurde er zum Minister für das Gemeinwohl in die Regierung von Ministerpräsident Lajos Dinnyés berufen und behielt dieses Amt auch in der nachfolgenden Regierung von István Dobi bis Juni 1949.
Im Anschluss war er kurzzeitig vom 8. Juni bis zum 23. August 1949 Präsident des Parlaments und dann bis 1950 Sekretär des Präsidialrates, dem kollektiven Staatspräsidium.
Am 24. Februar 1950 wurde er zum Finanzminister in der Regierung Dobi ernannt und bekleidete dieses Amt mehr als sechs Jahre lang in den Nachfolgeregierungen von Mátyás Rákosi, Imre Nagy und András Hegedüs bis zum 24. Oktober 1956.
Danach war er zwischen November 1956 und 1959 zunächst Sekretär der Revolutionären Arbeiter- und Bauernregierungen genannten Kabinette der Ministerpräsidenten János Kádár und Ferenc Münnich sowie anschließend bis 1961 Vorsitzender des Staatlichen Amtes für kirchliche Angelegenheiten. Daneben war Károly Olt von 1957 bis 1961 auch Mitglied des Präsidialrates.